# Grafschaft (Rhénanie)
Pour les articles homonymes, voir Grafschaft.
Grafschaft est une municipalité allemande, située dans le land de Rhénanie-Palatinat, à environ 20 km au sud de Bonn. Elle comprend 17 villages au total.
| Ortsbezirk                                              | Population 30 octobre 2013 |
| ------------------------------------------------------- | -------------------------- |
| Bengen (de)                                             | 512                        |
| Birresdorf (de)                                         | 931                        |
| Eckendorf (de)                                          | 395                        |
| Gelsdorf                                                | 1 404                      |
| Holzweiler (de) (avec Alteheck et Esch)                 | 1 370                      |
| Karweiler (de)                                          | 634                        |
| Lantershofen                                            | 1 434                      |
| Leimersdorf (de) (avec Niederich (de) et Oeverich (de)) | 1 222                      |
| Nierendorf (de)                                         | 836                        |
| Ringen (de) (avec Beller (de) et Bölingen (de))         | 1 925                      |
| Vettelhoven (de)                                        | 519                        |

## Personnalités liées à la ville
- Anton Raaff (1714-1797), chanteur d'opéra né à Gelsdorf.
- Eduard Profittlich (1890-1942), archevêque né à Grafschaft.